# Frymburk (tvrz)
Frymburk je tvrz přestavěná na panský dvůr ve stejnojmenné obci v okrese Klatovy. Areál dvora je od roku 1964 chráněn jako kulturní památka.

## Historie
Prvním panským sídlem ve Frymburku byla stará tvrz, která zanikla při tažení knížete Jindřicha Minstrberského proti stoupencům jednoty zelenohorské v roce 1467. Okolo roku 1490 se vesnice stala součástí panství hradu Rabí, u kterého zůstala až do roku 1574, kdy ji Vilém z Rožmberka prodal Janu Vojslavovi Branišovskému z Branišova. Ten si nechal v jižním sousedství staré tvrze postavit novou renesanční tvrz.
Jan Vojslav z Branišova zemřel roku 1612 a Frymburk po něm zdědil nejstarší syn Jan Vojslav z Branišova. Mezi roky 1615–1617 zemřel, a tvrz získal jeho bratr Vojslav z Branišova. Během stavovského povstání v letech 1618–1620 se ukryl v Sušici a tvrz byla v té době dobyta a vypálena. Za účast na povstání byl odsouzen ke konfiskaci třetiny majetku, ke které patřil Frymburk. Vesnici poté roku 1623 koupila Alžběta z Kolovrat, rozená z Lobkovic, a připojila ji k žichovickému panství. Tvrz nezanikla, ale v devatenáctém století byla přestavěna na panský dvůr.

## Stavební podoba
Z renesanční tvrze se dochovala část sgrafitové výzdoby a hřebínkové klenby v interiéru. K památkově chráněnému areálu patří trojice obytných domů, stáje se sýpkou, stodola, kolna. Budovy obklopují tři strany dvora s lichoběžníkovým půdorysem, ke kterému na severu přiléhá ovocný sad. Vjezd do dvora umožňuje dvojice kulisových bran v severovýchodním a severozápadním nároží.